# Harris J. Ryan
Harris Joseph Ryan (* 8. Januar 1866 in Matamoras, Pike County (Pennsylvania); † 3. Juli 1934) war ein US-amerikanischer Hochspannungstechniker.
Von 1883 bis 1887 studierte er Engineering an der Cornell University in Ithaca bei William Arnold Anthony. Ein Besuch der Fabrik von Frank Julian Sprague hatte sein Interesse für Hochspannungsübertragung geweckt. 
Nachdem er ein Jahr bei Western Engineering Company in Nebraska gearbeitet hatte, lehrte er am Cornell. Er führte die aus Deutschland beschaffte Kathodenstrahlröhre in den USA als Forschungsinstrument ein. Sie war dort eine Weile als Braun-Ryan tube bekannt. 
1905 wechselte er zur Stanford University, wo er Hochspannungs-Phänomene untersuchte. Er entwickelte ein verbessertes Isolationsmessgerät und beschäftigte sich mit Isolatoren.
1920 wurde er in der National Academy of Sciences aufgenommen. 1923/24 war er Präsident des American Institute of Electrical Engineers (AIEE). 1925 erhielt er die Edison-Medaille.
| Personendaten    | Personendaten                            |
| ---------------- | ---------------------------------------- |
| NAME             | Ryan, Harris J.                          |
| ALTERNATIVNAMEN  | Ryan, Harris Joseph                      |
| KURZBESCHREIBUNG | US-amerikanischer Hochspannungstechniker |
| GEBURTSDATUM     | 8. Januar 1866                           |
| GEBURTSORT       | Matamoras, Pike County (Pennsylvania)    |
| STERBEDATUM      | 3. Juli 1934                             |